# 小食蚁兽属
小食蟻獸屬（學名：Tamandua），是貧齒總目披毛目食蟻獸科的一屬，包括兩種：南部的小食蟻獸（Tamandua tetradactyla）和北部的中美小食蟻獸（Tamandua mexicana），都分佈在美洲大陸的森林和草地區域。主要以螞蟻和白蟻為食，偶爾也吃蜜蜂。圈養的小食蟻獸還吃水果和肉。
小食蟻獸比大食蟻獸在體型上要小許多，但比侏食蟻獸要大。